# Meliosma boliviensis
Meliosma boliviensis är en tvåhjärtbladig växtart som beskrevs av José Cuatrecasas. Meliosma boliviensis ingår i släktet Meliosma och familjen Sabiaceae. Inga underarter finns listade.